# 中島村 (広島県)
中島村（なかしまむら）は、広島県芦品郡にあった村。現在の福山市の一部にあたる。

## 地理
芦田川の中流左岸に位置していた。

## 歴史
- 1889年（明治22年）4月1日、町村制の施行により、品治郡中島村が単独で村制施行し、中島村が発足[1][2]。倉光村、中島村、江良村、坊寺村、万能倉村の町村組合を結成し役場を倉光村に設置[1]。
- 1898年（明治31年）10月1日、郡の統合により芦品郡に所属[1][2]。
- 1913年（大正2年）7月1日、芦品郡倉光村、江良村、坊寺村、万能倉村と合併し、駅家村を新設して廃止された[1][2]。

## 産業
- 農業[1]